# Площадь Ростовского Стрелкового Полка Народного Ополчения
Площадь Народного Ополчения — одна из площадей Ростова-на-Дону, находящаяся в Октябрьском районе города. Площадь тянется приблизительно на 200 метров в северо-западном направлении от проспекта Ленина до улицы Ларина, вдоль улицы Шеболдаева. Входит в перечень охраняемых объектов культурного наследия в составе главного корпуса университета путей сообщения.

## Достопримечательности
На площади расположены:
- Церковь Иоанна Кронштадтского (дом № 1)[2].
- Главный корпус Ростовского института железнодорожного транспорта (дом № 2).